# Findhorn Ecovillage

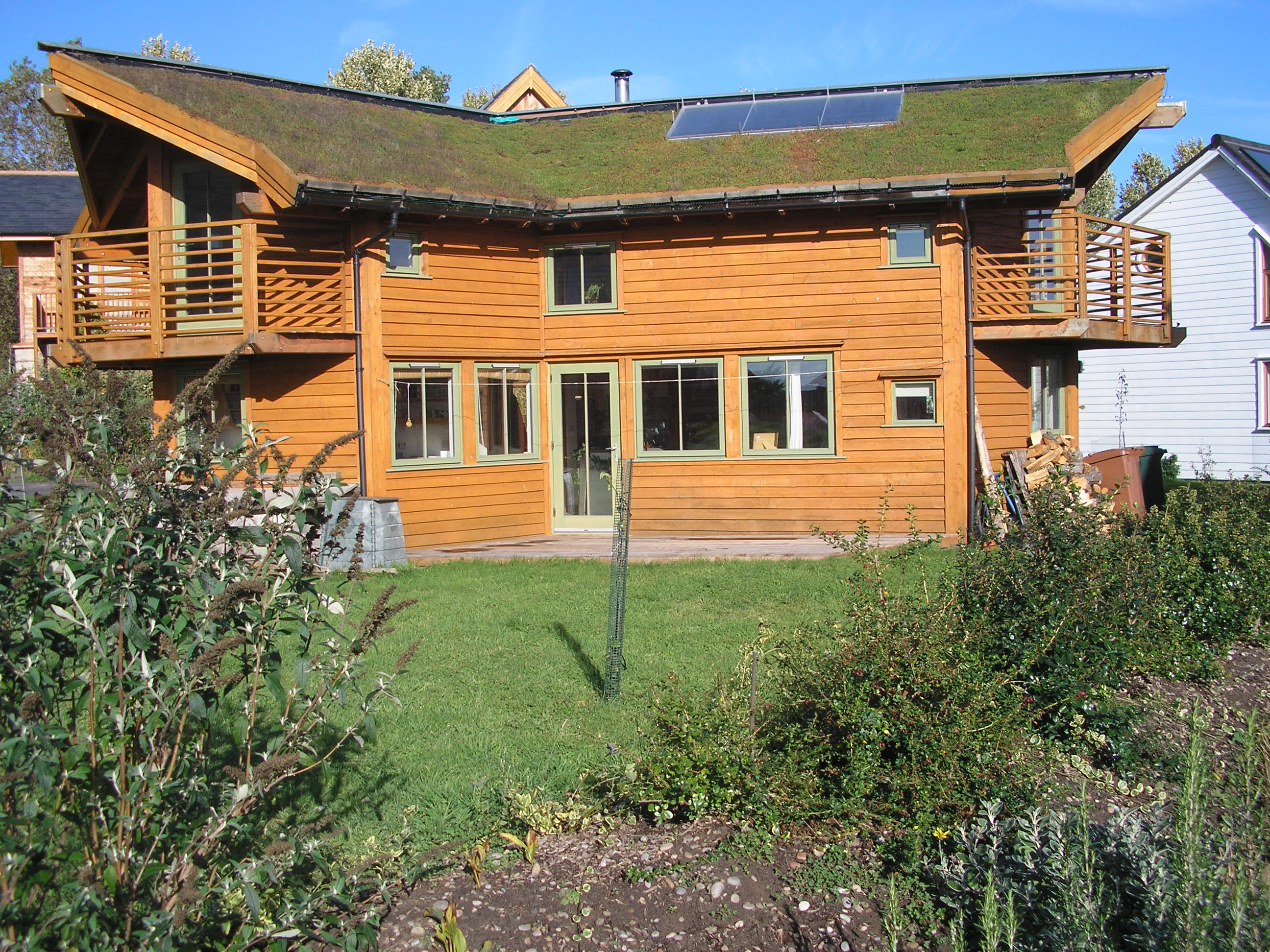
Una eco-casa a Findhorn amb sostre d'herba i plafons solars

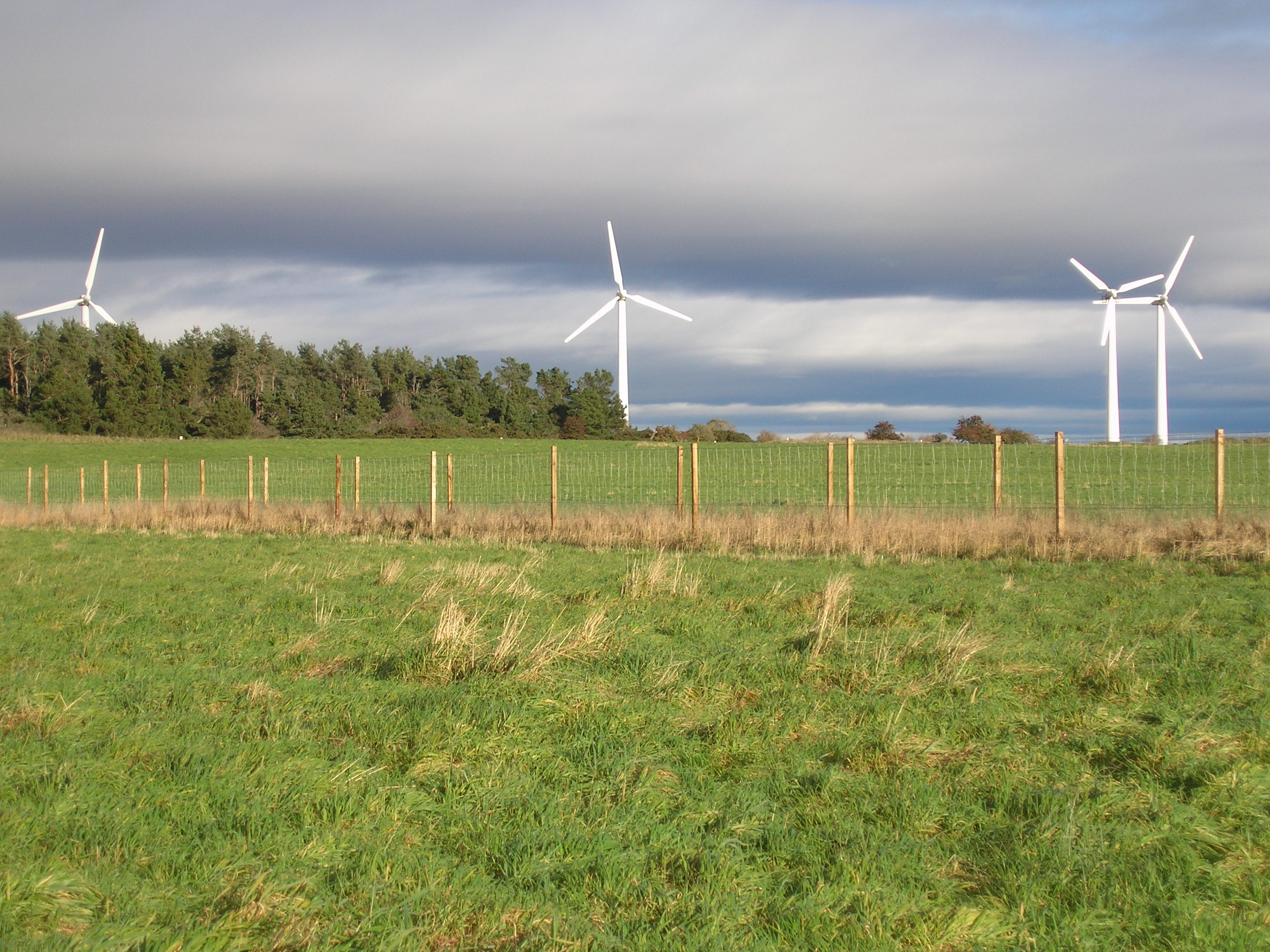
molins de vent a Findhorn, que fan de l'Ecovillage un exportador net d'electricitat.

Findhorn Ecovillage és una eco-vila situada a  Moray a Escòcia, a la vora de la ciutat de Findhorn. El projecte té com a objectius principals la posada en pràctica de les idees del desenvolupament sostenible sobre tres eixos: mediambiental, social i econòmic. Els treballs van començar als inicis dels anys 1980 sota els auspicis de la Fundació Findhorn, però comprèn ara un ample panell d'organitzacions i d'activitats. Hi són emprades nombroses tecnologies ecològiques i el projecte ha guanyat diversos premis com per exemple l'"UN-Habitat Best Practice Designation" el 1998. Tot i que el projecte ha atret certes controvèrsies, sobretot pel que fa a l'origen espiritual de la comunitat, la creixent preocupació per a les qüestions mediambientals, com l'escalfament del planeta, ha conduït a una acceptació general d'aquesta filosofia ecològica.